# Cylinder (Iowa)
Cylinder est une petite localité du comté de Palo Alto, situé dans l’État d’Iowa, aux États-Unis. La population était de 110 habitants lors du recensement de 2000. 